# أنتونيو ألبرينو
أنتونيو أمريكو ألبرينو (بالإسبانية: Antonio Américo Alberino)‏ (ولد في 26 أكتوبر 1910، تاريخ الوفاة غير معروف) وهو لاعب كرة قدم أرجنتيني سابق فاز بدوري الدرجة الأولى الأرجنتيني مرتين مع ناديه بوكا جونيورز.
ألبرينو بدأ مسيرته الاحترافية في 1929 حيث كان عمره 18 سنة، وقد شارك في 107 مباريات في جميع المسابقات مع النادي وسجل 28 هدفا معه. أثناء لعبه مع بوكا جونيورز حاز النادي لقبين في الدوري في 1930 و1931. في 1934، انتقل ألبرينو لنادي تيغري، وأنهى مسيرته الاحترافية مع نادي آل بويز.

## ألقاب
| الموسم | الفريق       | اللقب                         |
| ------ | ------------ | ----------------------------- |
| 1930   | بوكا جونيورز | دوري الدرجة الأولى الأرجنتيني |
| 1931   | بوكا جونيورز | دوري الدرجة الأولى الأرجنتيني |

## وصلات خارجية
- Biografía del futbolista (بالإسبانية)